# Типы подводных лодок ВМС Германии
Строительство подводных лодок в Германии зародилось в начале XX века. За время Первой мировой войны флот принял от верфей 341 лодку, ещё 138 лодок остались недостроенными. Немецкий флот сыграл большую роль в Первой мировой войне, поэтому по условиям Версальского мирного договора строительство надводного флота было сильно ограничено (25 % от водоизмещения Великобритании, при ограничении максимального тоннажа корабля), строительство подводного флота было полностью запрещено.
В середине 1930-х годов ограничения на подводный флот были практически сняты, в частности в Германии допускалось строительство подводных лодок, но суммарное их водоизмещение было ограничено водоизмещением британского подводного флота. Это привело к уменьшению проектных размеров лодок класса VII в пользу увеличения их количества. Во Второй мировой войне акцент в развитии флота Германии был сделан на подводные лодки, что закономерно выразилось как в послевоенном запрещении строительства подводного флота в Германии (в 1945—1960 гг.), так и в повсеместном копировании немецкой конструкции и технических решений в послевоенных проектах субмарин стран-союзников.
В XXI веке Германия хотя и не обладает атомным подводным флотом, но имеет заслуженный авторитет в области подводного судостроения: субмарины немецкой постройки изготавливаются на экспорт во многие страны, а проект 212 с воздухонезависимым двигателем на топливных элементах был признан новым словом в подводном судостроении.

## 1906—1919. Эпоха Первой мировой войны
| Наименование | Модификации | Количество | Год вступления | Верфи                                               | Известные представители | Примечание                                                                         |
| ------------ | --- | ---------- | -------------- | --------------------------------------------------- | ----------------------- | ---------------------------------------------------------------------------------- |
| класс UA     | SM U-1, SM U-2, тип U-3, тип U-5, тип U-9, тип U-13, SM U-16, тип U-17, тип U-19, тип U-23, тип U-27, тип U-31, тип U-43, тип U-51, тип U-57, тип U-63, тип U-66, тип U-81, тип U-87, тип U-93 | 108        | 1905-1918      | Krupp, Kaiserliche, Vulcan, Schichau, Fiat-Laurenti | U-9, U-20, U-35         | Класс объединяет большое количество мелких типов, включающих по несколько кораблей |
| класс UB     | 17 типа UB-I, 30 типа UB-II, 89 типа UB-III | 136        | 1914-1918      | Blohm & Voss, Krupp, AG Weser, Vulcan               |                         |                                                                                    |
| класс UC     | 15 типа I, 64 типа II, 16 типа III | 95         | 1914-1918      | Kaiserliche, Blohm & Voss, Krupp, AG Weser, Vulcan  |                         |                                                                                    |
| класс UD     | | 5          | 1913-1915      |                                                     |                         |                                                                                    |
| класс UE     | 10 типа I, 9 типа II | 19         | 1914-1918      | Kaiserliche, Vulcan                                 |                         |                                                                                    |
| тип U-139    | | 3          | 1916-1918      | Krupp                                               |                         |                                                                                    |
| тип U-142    | | 1          | 1916-1918      | Krupp                                               |                         |                                                                                    |
| тип U-151    | | 7          | 1916-1918      | Krupp                                               | Дойчланд (U-155)        |                                                                                    |

## 1935—1945. Эпоха Второй мировой войны
| Наименование | Модификации                                                        | Количество | Год вступления    | Производитель                                          | Статьи об представителях                         | Примечание                     |
| ------------ | ------------------------------------------------------------------ | ---------- | ----------------- | ------------------------------------------------------ | ------------------------------------------------ | ------------------------------ |
| класс I      | 2 типа IA                                                          | 2          | 1935-1936         | AG Weser                                               |                                                  | использовались как учебные     |
| класс II     | 6 типа IIA, 20 типа IIB, 8 типа IIC, 16 типа IID                   | 50         | 1935-1941         | Deutsche Werke, Flender-Werke, Krupp                   | U-6 (IIA) U-9 (IIB)                              | малая лодка для прибрежных вод |
| класс VII    | 10 типа VIIA, 25 типа VIIB, 658 типа VIIC, 6 типа VIID, 4типа VIIF | 703        | 1935-1944         | AG Weser, Deutsche Werke, Howaldtswerke, Bremer Vulkan | U-47 (VIIB) U-96 (VIIC) U-99 (VIIB) U-995 (VIIC) | средняя лодка                  |
| класс IX     | 8 типа IXA, 14 типа IXB, 140 типа IXC, 2 типа IXD1, 29 типа IX D2  | 193        | 1936-1944         | AG Weser, Seebeckwerft, Deutsche Werft                 | U-110 (IXB) U-156 (IXC) U-505 (IXC) U-534 (IXC)  | большая океанская субмарина    |
| класс X      | тип XB                                                             | 8          | 1939-1944         | Krupp                                                  |                                                  | минный заградитель             |
| класс XIV    |                                                                    | 10         | 1939-1944         | Deutsche Werke                                         |                                                  | лодка-танкер снабжения         |
| класс XVII   |                                                                    | 4          | 1939-1944         | Blohm & Voss, Krupp                                    |                                                  | с турбиной Вальтера            |
| класс XVIII  |                                                                    | 2          | не были достроены | Deutsche Werke, Krupp                                  |                                                  |                                |
| класс XXI    |                                                                    | 123        | 1944-1945         | Blohm & Voss, AG Weser, Schichau                       | U-2540                                           | большая океанская субмарина    |
| класс XXIII  |                                                                    | 62         | 1944-1945         | Deutsche Werft, Krupp, Marinewerft Toulon              | U-2365                                           | малая лодка для прибрежных вод |
| класс XXVII  |                                                                    | 285        | 1944-1945         | Germaniawerft                                          |                                                  | сверхмалая подводная лодка     |

## 1960-н.в. Послевоенное и современное время
| Наименование               | Модификации              | Силуэт          | Количество                   | Год вступления | Производитель                                | Примечание                             |
| -------------------------- | ------------------------ | --------------- | ---------------------------- | -------------- | -------------------------------------------- | -------------------------------------- |
| 201 проект                 |                          | 1 м = 3 пикселя | 3                            | 1960-1962      | HDW                                          |                                        |
| 202 проект                 |                          |                 | 2                            | 1965           |                                              | малая лодка для прибрежных вод         |
| 203 проект                 |                          |                 | нет                          |                |                                              |                                        |
| 204 проект                 |                          |                 | нет                          |                |                                              | с турбиной Вальтера                    |
| 205 проект                 | 5 × 205, 4 × 205А        | 1 м = 3 пикселя | 9                            | 1962-1969      |                                              |                                        |
| 206 проект                 | 206А (11 из 18)          | 1 м = 3 пикселя | 18                           | 1973-1975      |                                              |                                        |
| тип 207 «Коббен»           |                          | 1 м = 3 пикселя | 15 (для Норвегии)            | 1963-1967      | NSW                                          |                                        |
| 209 проект                 |                          |                 | 67                           | после 1967     |                                              |                                        |
| тип ТР-1700                |                          |                 | 2 (для Аргентины)            | 1980-1985      | NSW                                          |                                        |
| тип 210 «Ула»              |                          |                 | 6 (для Норвегии)             | 1987-1992      | NSW Kvaerner Brug                            |                                        |
| тип «Дольфин» (проект 800) | Дольфин                  | 1 м = 3 пикселя | 3 для Израиля                | 1999-2000      | HDW NSW                                      |                                        |
| тип «Дольфин» (проект 800) | Дольфин II AIP           | 1 м = 3 пикселя | 2 для Израиля                | 2014-2016      | HDW NSW                                      |                                        |
| 212 проект                 |                          | 1 м = 3 пикселя | 6 + 4 для Италии             | 2005           | HDW NSW Centieri del Muggiano                | с ВНД на топливных элементах           |
| 214 проект                 | тип "Триденте" (209PN)   | 1 м = 3 пикселя | 2                            | 2010           | HDW                                          | Экспортный вариант класса 212          |
| 214 проект                 | тип "Папаниколис"        | 1 м = 3 пикселя | 4 для Португалии             | 2010           | Hellenic Shipyard                            | Экспортный вариант класса 212          |
| 214 проект                 | тип "Сон Вон II" (KSS-2) | 1 м = 3 пикселя | 9 для Южной Кореи            | 2007           | Hyundai Heavy Industries Daewoo Shipbuilding | Экспортный вариант класса 212          |
| 214 проект                 | тип "Рейс" (214TN)       | 1 м = 3 пикселя | 1 + 5 строятся для Турции    | 2024           | Gölcük Naval Shipyard                        | Экспортный вариант класса 212          |
| 218SG проект               |                          |                 | 2 + 2 строятся для Сингапура |                | HDW                                          | Усовершенствованный вариант класса 214 |